# Гёз (пиво)
Гёз (нидерл. geuze, [ˈɣøzə]; фр. gueuze, [ɡøːz]) — разновидность ламбика, бельгийского пива. Его готовят путём смешивания двух или более видов ламбика различной степени выдержки, который разливают по бутылкам для вторичного брожения. Поскольку молодые ламбики ферментируются не полностью, купажированное пиво содержит сбраживаемый сахар, который позволяет провести повторное брожение. За редкими исключениями, гёз подаётся только в бутылках, но не в разлив. Из-за своей газированности гёз иногда называют «Бельгийским шампанским».
Обычно гёз является сухим напитком с острым землистым вкусом и напоминает ламбик, но увеличенная концентрация газов в напитке часто придаёт ему более сложный вкус. Приготовление гёза из ламбиков представляет собой несложный процесс с точки зрения технологии, но весьма непростой с точки зрения купажирования, поскольку только правильно подобранные ингредиенты и их пропорции приводят к появлению качественного гёза. Обычно гёз смешивается в следующей пропорции: 50 % ламбика однолетней выдержки, 25 % — двухлетней и 25 % — трёхлетней. Вместе с тем, некоторые пивовары предпочитают производить купажирование в пропорции 2/3 молодого ламбика и только 1/3 выдержанного. Другие, напротив, используют при купажировании не более 10 % молодого ламбика.
В последние десятилетия некоторые производители стали добавлять в гёз (так же как в ламбик и крик) подсластители, которые по их мнению должны придавать пиву более приятный вкус, но при этом не соответствуют традиционной технологии. Для противодействия этой тенденции в конце 1990-х годов в Бельгии была создана ассоциация под названием Hoge Raad voor Ambachtelijke
Lambikbieren (с нидерл. — «Высокая комиссия традиционного пива ламбик»), которая объединяет пивоваров, продолжающих производить гёз, ламбик и крик по традиционной технологии, без добавления подсластителей. Марки продуктов, произведённые под контролем этой ассоциации, часто дополняются словом Oude (с нидерл. — «Старый»). Вплоть до начала 1990-х годов популярность гёза в Бельгии шла на спад и его производство сокращалось, однако в последние десятилетия наблюдается обратная тенденция: его производство выросло с 1500 гектолитров в начале 1990-х до 6000 гектолитров к 2006 году.
Гёз также используется для приготовления некоторых блюд традиционной бельгийской кухни, таких как мидии с гёзом, печень ягнёнка с гёзом и горчицей, варёные в гёзе гусиные лапки, курица в гёзовом желе и другие. Гёз также используется для приготовления соусов, салатных заправок и даже десертов.